# Automatische Verkehrsüberwachung
Automatische Verkehrsüberwachung dient neben der Lenkung fließenden Verkehrs auch der Durchsetzung von Regeln und Gesetzen im Straßenverkehr. Dazu sind im Allgemeinen Videoüberwachungsanlagen eingerichtet, denen weitere Systeme zur Bildauswertung nachgeordnet sind.

## Verkehrsknotenüberwachung
Die Überwachung kreuzenden Verkehrs ist die erste bekannte Anwendung von Videoanlagen an Straßen. Solche Systeme werden in der Regel durch Flusssensoren und Zählschwellen ergänzt. Bisher ist die Verbreitung von Eingriffen in Ampelsteuerungen zur Verstetigung des Verkehrsstroms weit hinter der Verbreitung der Ampelanlagen zurückgeblieben.

## Verkehrsflussüberwachung

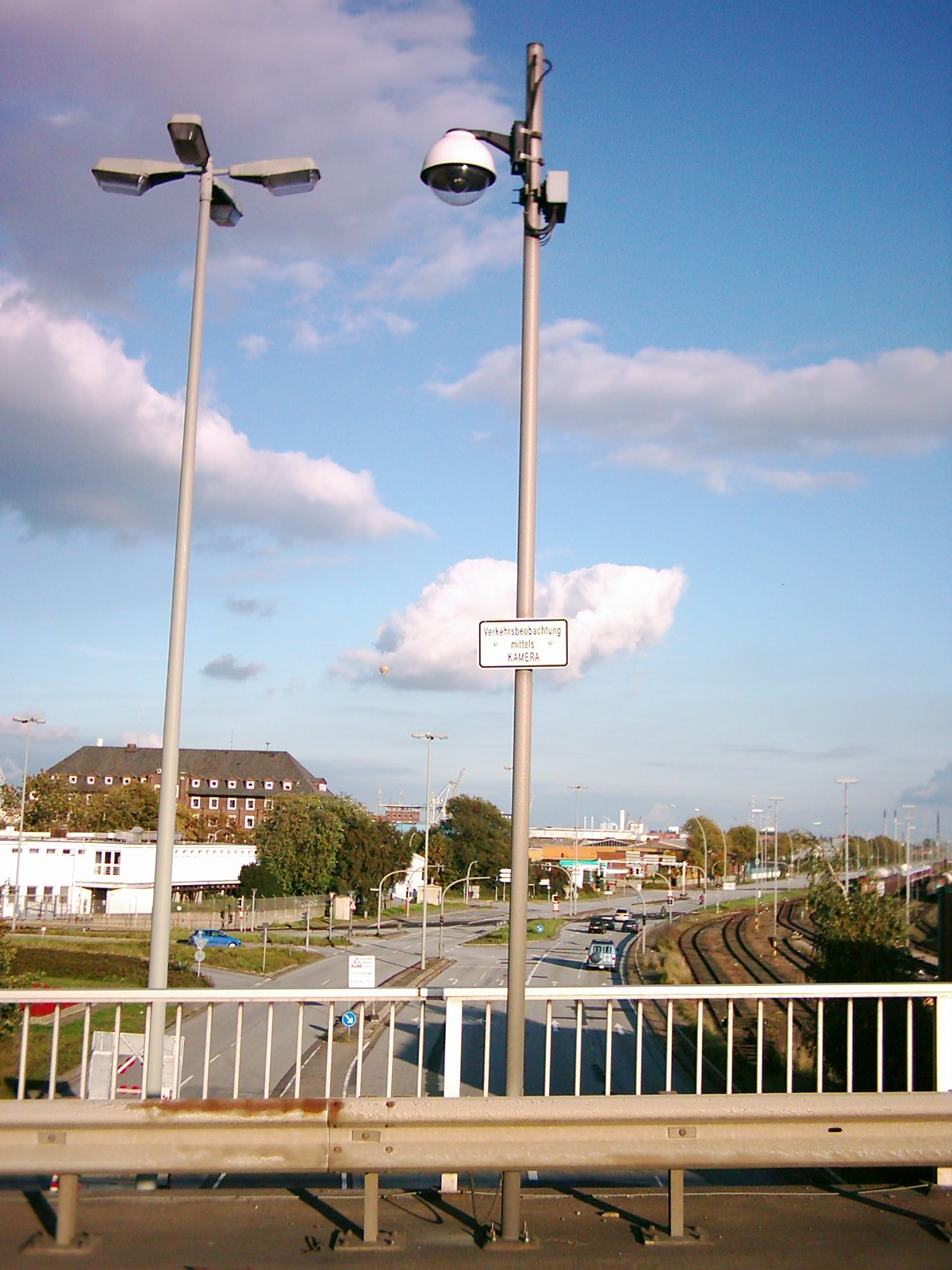
Kamera zur Verkehrsüberwachung in Hamburg,
Klütjenfelder Straße

Die Überwachung fließenden Verkehrs ist die zweite bekannte Anwendung von Videoanlagen an Straßen. Bisher ist die Verbreitung von Lösungen zu angemessenen Nutzung der Information für entsprechende den Verkehrsstrom lenkende Eingriffe weit hinter der Verbreitung der Überwachungsanlagen zurückgeblieben.

## Passageüberwachung
Die Überwachung der Passage von Fahrzeugen an einem bestimmten Ort ist eine vielfach in Filmen gezeigte Nutzung von Videoaufnahme für spezielle Auswertungen. In der Praxis hat sich die zeitlich beschränkte Archivierung solcher Aufnahmen bewährt. Eine allgemeine Auswertung solcher Aufzeichnungen ist rechtlich nicht zulässig.

## Fahrzeitüberwachung
Ein Verfahren zur Geschwindigkeitsüberwachung sind Section-Control-Systeme. Dabei wird die Fahrzeit eines Fahrzeuges zwischen zwei weiter entfernten Punkten aufgezeichnet und daraus die Durchschnittsgeschwindigkeit errechnet.
Dieser Ansatz ist ein Einsatzgebiet für die automatische Nummernschilderkennung. Es muss die einzelne Fahrzeit zwischen zwei Messpunkten eindeutig einem Fahrzeug zugeordnet werden können. Das derzeit einzige einsatzbereite System stammt vom Hersteller SPECS.
Der Vorteil derartiger Systeme ist es, nicht eine Momentangeschwindigkeit zu messen. Ist den Lenkern die Position eines Radargerätes bekannt, brauchen sie nur kurz davor die Geschwindigkeit verringern, um anschließend wieder schneller fahren zu können. Section Control hingegen prüft die Geschwindigkeit über eine längere Strecke (teilweise mehrere Kilometer) und zwingt die Fahrer, die Geschwindigkeit nachhaltig zu reduzieren. Der Nachteil eines solchen Systems sind jedoch die deutlich höheren Kosten gegenüber gewöhnlichen Systemen zur lokalen Geschwindigkeitsmessung.
An Orten, wo solche Systeme eingesetzt werden, konnten angeblich die Unfallzahlen deutlich gesenkt werden.

### Vereinigtes Königreich
Die längste Strecke mit einem solchen System befindet sich an der A77 in Schottland, wo zwischen Glasgow und Ayr auf einer Länge von 30 Meilen (48 Kilometern) die Durchschnittsgeschwindigkeit ermittelt wird.

### Österreich
Seit September 2003 ist das erste derartige System in Österreich im Einsatz, im Kaisermühlentunnel an der Donauufer Autobahn (A 22) in Wien. Ein weiteres System existiert seit 11. Februar 2005 im Wechselabschnitt an der Süd Autobahn (A 2), ein drittes, mobiles System befand sich zuerst an der West Autobahn (A 1) zwischen Haid und Sattledt, wurde dann auf die Tauern Autobahn (A 10) und mittlerweile weiter auf die Süd Autobahn (A 2) in den Baustellenbereich zwischen Gleisdorf und Laßnitzhöhe verlegt.
Neben der Erkennung der Nummerntafel kann das System zusätzlich auch die Fahrzeugklasse aufgrund der Bauform und -größe erkennen. Das System kann zwischen PKW, Bus, LKW, LKW mit Anhänger und Motorrad unterscheiden. Dies ist notwendig, um eine unterschiedliche Höchstgeschwindigkeit (PKW: 80 km/h, LKW: 60 km/h) automatisch durchsetzen zu können. Die Höchstgeschwindigkeit kann dabei etwa für den Kaisermühlentunnel auch von der Leitzentrale aus verringert werden, was über LED-Tafeln den Fahrern angezeigt wird.
Weiter wird das System zur Erkennung von Falschfahrern, zur Überwachung gesperrter Fahrspuren und zur Fahrzeughöhenkontrolle eingesetzt.

### Durchsetzung der Mautpflicht
Die in Deutschland durch die automatische Nummernschilderkennung im Rahmen der automatischen Kontrolle der LKW-Maut anfallenden Daten dürfen gem. § 7 des Gesetzes über die Erhebung von streckenbezogenen Gebühren für die Benutzung von Bundesautobahnen mit schweren Nutzfahrzeugen  polizeilich nur für die Verfolgung von „Mautprellern“ verwendet werden; jede weitergehende Nutzung für die Strafverfolgung ist unzulässig.

## Elektronische Mauterhebung

### Internationale Mautstrecken
Der Highway 407 ETR in Ontario (Kanada) benutzt eine Kombination von automatischer Nummernschilderkennung und Funksendern, um die Mautgebühr von Fahrzeugen zu erheben. Funkantennen befinden sich bei jeder Auf- und Abfahrt, die die Bewegung von Fahrzeugen aufnehmen, die Funksender installiert haben. Fahrzeuge ohne Funksender werden über ihr Kennzeichen erkannt, wobei die Leihgebühren für den Funksender beträchtlich billiger sind als die Kosten für eine per Videoaufnahme abgerechnete Fahrt. In beiden Fällen erfolgt die Berechnung der entstandenen Kosten per Post.
Eine Vielzahl weiterer Mautsysteme nutzen ebenfalls ähnliche kombinierte Systeme, wie etwa:
- CityLink in Melbourne, Australien
- FasTrak in Kalifornien, Vereinigte Staaten
- Route 6 in Israel
- mehrere Tunnel in Hongkong
- Autopista Central in Santiago, Chile
- E-ZPass in New York, New Jersey, Massachusetts (Fast Lane) und weiteren Bundesstaaten der USA
- Sondermautstrecken des österreichischen Autobahnnetzes

### London Congestion Charge

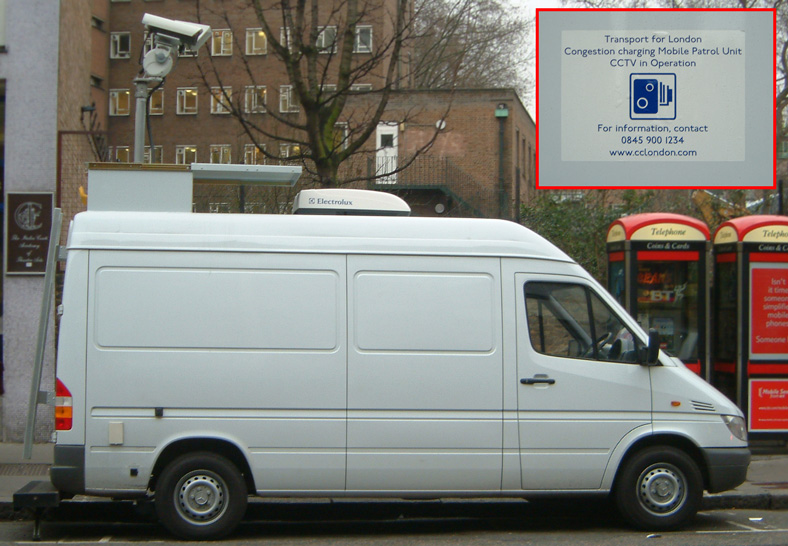
Das London-Congestion-Charge-System benutzt 230 Überwachungskameras zur Überwachung und Verrechnung der Gebührenzone

Die London Congestion Charge ist ein Beispiel für ein System, das beim Einfahren in eine Zone Kosten abrechnet. Transport for London (TfL) benutzt ein automatisches Erkennungssystem, um Fahrzeugen eine tägliche Gebühr von 8 Britischen Pfund zu verrechnen, wenn die Gebührenzone zwischen 7:00 Uhr und 18:30 Uhr befahren wird. Zahlt man die Gebühr nicht rechtzeitig ein, so wird eine Strafe von 100 Pfund verhängt. Bei prompter Bezahlung der Strafe innerhalb von 14 Tagen verringert sich diese auf 50 Pfund, wurde nach 28 Tagen noch nicht gezahlt, wird die Strafe auf 150 Pfund angehoben, anschließend können auch weitere Maßnahmen gesetzt werden.
230 Überwachungskameras, davon 180 an den Rändern der Zone, sind derzeit im Einsatz. Weitere 50 Kameras befinden sich verstreut innerhalb der Gebührenzone, um Fahrzeuge zu entdecken, die bei der Einfahrt übersehen wurden oder sich ausschließlich innerhalb der Zone bewegen. Zusätzlich werden einige mobile Kameras innerhalb der Zone eingesetzt.
Schätzungen gehen davon aus, dass 98 % aller Fahrzeugbewegungen korrekt erfasst werden können. Alle Aufnahmen werden zur Fahrzeugerkennung von einem Rechenzentrum in London ausgewertet. Ein zweites Rechenzentrum dient der Datenspeicherung und als Ausfallsicherung.
Aufgenommen werden sowohl die Kennzeichen an der Front als auch am Heck von Fahrzeugen, die in die Zone einfahren und sie verlassen. Dies erhöht die Chancen für eine korrekte Erkennung. Die erkannten Nummernschilder werden mit einer Liste der bereits verrechneten Fahrten abgeglichen, gegebenenfalls wird eine Verrechnung veranlasst. Ebenso werden die Daten mit den Zulassungsdaten der Driver and Vehicle Licensing Agency verglichen. Untersuchungen der Regierung haben dabei ergeben, dass ein signifikanter Anteil der in dieser Datenbank gespeicherten Daten nicht mehr korrekt sind. Dies führte unter anderem dazu, dass nun Fahrzeughalter eine korrekte Ummeldung veranlassen müssen, wenn sie ihr Auto verkaufen.

### LKW-Maut in Deutschland

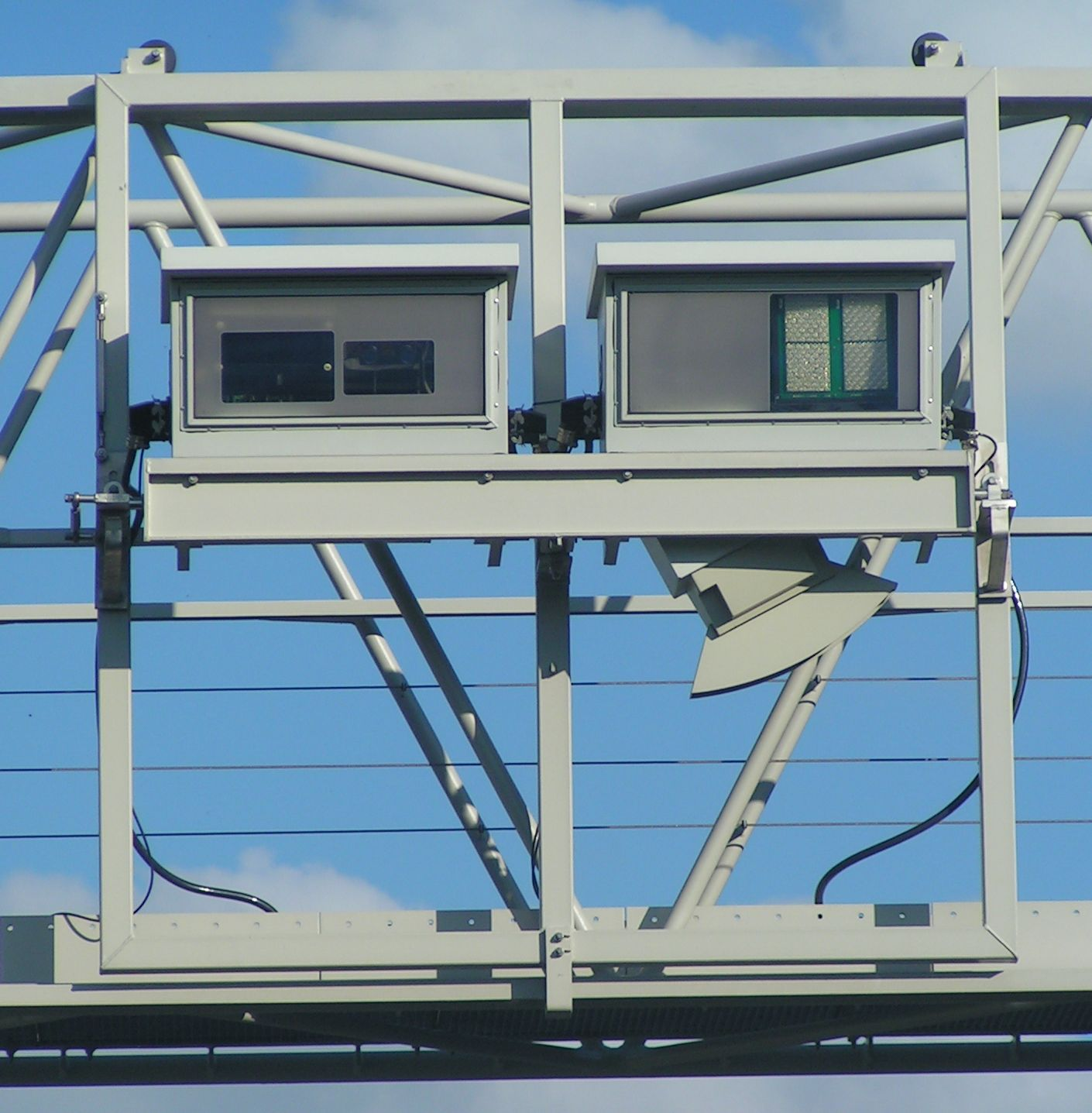
Detailansicht einer Kontrollbrücke

Die LKW-Maut in Deutschland nutzt die Automatische Nummernschilderkennung, um Verstöße gegen die Mautpflicht zu identifizieren.
Kontrollbrücken überprüfen dabei, ob die Fahrt des Fahrzeuges ordnungsgemäß verbucht wurde. Dies kann entweder automatisch mittels einer On-Board-Unit (OBU) geschehen oder mittels sogenannter Manueller Einbuchung. Das automatisch erkannte Kennzeichen dient dabei der Identifikation des Fahrzeugs.
Ist für das Fahrzeug im zentralen Buchungscomputer eine aktuelle Mautzahlung vorhanden, dann werden die aufgenommenen Bilder wieder gelöscht. Kann im zentralen Buchungscomputer keine Buchung gefunden werden oder kann die Schrifterkennungssoftware das Kennzeichen nicht eindeutig identifizieren, werden alle vom Fahrzeug gesammelten Daten in einem Datensatz gespeichert und zur manuellen Nachkontrolle an Toll Collect eingeschickt. Die gespeicherten Fotos werden dann von Mitarbeitern des Betreibers manuell ausgewertet. Auch Fotos von Lastkraftwagen mit OBU, deren montiertes Kennzeichen nicht mit dem in der OBU abgespeicherten Kennzeichen identisch ist, werden in der Nachkontrolle ausgewertet.
Die Kennzeichen-Lesefähigkeiten des automatischen Kontrollsystems werden von Toll Collect mit über 90 % angegeben. Das identische Kontrollsystem der Schweiz, welches die leistungsabhängige Schwerverkehrsabgabe (LSVA) ermittelt, liefert bei Fahrzeugen mit OBU, also mit einem bei Kontrolle übermittelten elektronischen Kennzeichen, eine Erkennungsrate von 93 %, bei Fahrzeugen ohne OBU eine Erkennungsrate von 77 %.

### Sondermautstrecken auf österreichischen Autobahnen
Für bestimmte Abschnitte der österreichischen Autobahnen wird anstatt der pauschalen Gebühr für die Vignette für PKWs und der kilometerabhängigen LKW-Maut eine Sondermaut eingehoben. Auf der Brenner Autobahn, der Tauern Autobahn (Tauerntunnel und Katschbergtunnel) sowie der Pyhrn Autobahn (Bosrucktunnel und Gleinalmtunnel) kann diese auch per sogenannter Videomaut beglichen werden. Es ist dabei im Voraus eine Wertkarte zu erwerben, für die von der Verkaufsstelle ein Nummernschild freigeschaltet wird. Alternativ kann die Wertkarte auch über Internet erworben werden. Neben Einzelkarten werden auch Jahreskarten angeboten.
Das so erfasste Fahrzeug kann die Mautstelle anschließend auf einem eigenen Fahrstreifen passieren. Bei der Durchfahrt ist eine Höchstgeschwindigkeit von 15 km/h erlaubt, die Fahrzeugbreite darf 2,3 m nicht überschreiten. Wird das Nummernschild nicht automatisch erkannt, wird das Fahrzeug zu einer manuellen Bemautungsstelle geleitet.

### LKW-Maut in Österreich
Zur Kontrolle der korrekten Einbuchung jedes LKW in das Mautsystem wird ebenfalls eine Nummernschilderkennung durchgeführt. Dazu sind auf jedem vierten Mautportal Kamerasysteme eingerichtet, die die LKW erkennen. Um sie auch in der Nacht optimal zu erfassen, sind zusätzlich bläuliche Scheinwerfer montiert. Die eingelesenen Kennzeichen werden mit den Daten, mit denen sich die GO-Box anmeldet, verglichen.

### Absichtliche Vereitelung
Manche Fahrzeugbesitzer versuchen auf unterschiedliche Arten zu verhindern, von automatischen Nummernschilderkennungssystemen oder generell Verkehrsüberwachungskameras aufgenommen und identifiziert zu werden. Eine Möglichkeit dafür ist, die Lichtreflexion des Kennzeichens zu erhöhen, was es dem System erschwert, die Position des Nummernschildes zu erkennen oder die Zeichen zu lesen. Dies kann mit Folien oder Sprays erreicht werden, wobei ihre Effizienz umstritten ist. Derartige Versuche sind in vielen Staaten illegal.
Schwerer erkannt werden auch ältere Kennzeichen, deren Reflexionsfähigkeit schon stark nachgelassen hat. Auch die absichtliche Verschmutzung oder Verdeckung der Nummerntafel kommt vor. So wurde etwa in Toronto (Kanada) ein Motorrad-Fahrer entdeckt, der während der Fahrt mittels eines Kabels ein anderes Nummernschild vor das gültige ziehen konnte, um so in den Kameraabschnitten seine Identität zu verschleiern.
In Texas wurden 2003 einige Zier-Rahmensysteme um die Nummernschilder verboten, da diese die Erkennung der Kennzeichen verhinderten. Der Einsatz derartiger Rahmen wird nun mit üblicherweise 200 US-Dollar bestraft, wobei die Strafe bis zu 2000 Dollar und 180 Tage Gefängnis betragen kann, wenn der Rahmen nachweisbar absichtlich zur Verhinderung der automatischen Erkennung benutzt wurde.
Kann ein Foto nicht automatisch ausgewertet werden, so kann es zur manuellen Nacharbeit an einen Mitarbeiter der Verkehrsauswertung geleitet werden. Dieser kann dann eventuell über die Marke, den Typ oder die Farbe des Autos – gemeinsam mit den erkennbaren Zeichen des Nummernschildes – in einer Fahrzeugdatenbank das betroffene Fahrzeug ausfindig machen.
In London gab es nach der Einführung des Überwachungssystems einen Aufschwung unzulässig angebrachter Kennzeichen. Diese werden von anderen Autos mit ähnlichem Aussehen kopiert und an das eigene Fahrzeug montiert. Damit können sowohl automatische Erkennungssysteme überlistet als auch die Nachkontrolle durch Menschen erschwert werden.